# Grou (Leiria)
Grou é uma aldeia portuguesa pertencente a três freguesias (Coimbrão, Monte Redondo e Guia) e dois municípios (Leiria e Pombal), no distrito de Leiria. Está ainda dividida entre as dioceses católicas de Leiria e Coimbra. Encontra-se a cerca de 15 min. da Praia do Pedrógão, da Praia da Vieira e da praia do Osso da Baleia e a cerca de 30 min das cidades, ricas em história e cultura, de Leiria e Pombal.
Em 1975 só nas casas localizadas do lado de Leiria tinha sido instalada eletricidade.

## Origem do Nome
Diz a lenda que o Grou era uma zona muito pantanosa, criando uma lagoa, com condições ideais para que os Grous (aves) se reproduzissem. Diz a lenda que a  origem do nome da aldeia Grou é a vinda de 3 homens do Norte que viram as aves Grous na lagoa e estes decidiram dar o nome das aves à aldeia Grou.